# 威爾·戴維斯 (籃球運動員)
威廉·悉尼·戴維斯二世（英語：William Sidney Davis II，1992年11月9日—）為美國男子籃球運動員，最後效力於P. LEAGUE+高雄鋼鐵人。
戴維斯出生於美國加利福尼亚州優洛縣。戴維斯因為母親關係，擁有四分之一日本血統。
2021年9月，科連特斯划船引進戴維斯。2021年11月，戴維斯被加里·麦吉頂替。2023年3月，首都斯巴達引進戴維斯。2024年4月，戴維斯重返首都斯巴達。2024年9月，奈洛比市雷電簽下戴維斯。2024年12月，P. LEAGUE+高雄鋼鐵人宣布球隊第四名外籍球員戴維斯。2025年2月，高雄鋼鐵人與戴維斯解除合約關係。

## 外部連結
- 威爾·戴維斯在fiba.basketball（英语）
- 威爾·戴維斯在NBA G聯盟官網（英语）
- 威爾·戴維斯在P. LEAGUE+官網
- 威爾·戴維斯在Basketball-Reference.com（NBA G聯盟）（英语）
- 威爾·戴維斯在Basketball-Reference.com（國際）（英语）
- 威爾·戴維斯在Sports-Reference.com（NCAA）（英语）
- 威爾·戴維斯在Eurobasket.com（球員）（英语）
- 威爾·戴維斯在Proballers（英语）
- 威爾·戴維斯在RealGM（英语）
- 威爾·戴維斯在Flashscore（英语）
- 威爾·戴維斯在Flashscore（英语）
- . USA Basketball.   [2024-11-22]. （原始内容存档于2025-01-24）.